# Robbie Rogers
Robert Hampton Rogers III (Rancho Palos Verdes, 12 maggio 1987) è un ex calciatore statunitense, di ruolo centrocampista.

## Vita privata
È legato sentimentalmente allo sceneggiatore e regista Greg Berlanti, con il quale ha avuto un figlio, Caleb, e una figlia, Mia Barbara, tramite la pratica della maternità surrogata.

## Carriera

### Club
Rogers è calcisticamente cresciuto in un'Università del Maryland (College Park) con i Maryland Terrapins. Ha avuto la prima esperienza professionistica nel 2005 con la maglia dell'Orange County Blue Star in PDL. Ha firmato con gli olandesi dell'Heerenveen nell'agosto 2006 e ha giocato fino a febbraio 2007 con le riserve. L'8 marzo 2007 si è trasferito al Columbus Crew.
Nel 2012 lascia i Columbus Crew e la Major League Soccer per giocare nel Leeds in Inghilterra. Il 15 febbraio 2013, sul proprio blog, ha dichiarato la sua omosessualità, annunciando contemporaneamente il ritiro dall'attività agonistica. Alcuni mesi più tardi rientra nel calcio professionistico, sottoscrivendo un contratto con i Los Angeles Galaxy.

### Nazionale
Ha esordito con gli Stati Uniti il 24 gennaio 2009 in amichevole contro la Svezia. La sua prima competizione ufficiale è la Gold Cup 2009. In questo torneo ha segnato il suo primo gol internazionale all'esordio contro Grenada.

## Statistiche

### Cronologia delle presenze e reti in nazionale
| Cronologia completa delle presenze e delle reti in nazionale ― Stati Uniti | Cronologia completa delle presenze e delle reti in nazionale ― Stati Uniti | Cronologia completa delle presenze e delle reti in nazionale ― Stati Uniti | Cronologia completa delle presenze e delle reti in nazionale ― Stati Uniti | Cronologia completa delle presenze e delle reti in nazionale ― Stati Uniti | Cronologia completa delle presenze e delle reti in nazionale ― Stati Uniti | Cronologia completa delle presenze e delle reti in nazionale ― Stati Uniti | Cronologia completa delle presenze e delle reti in nazionale ― Stati Uniti |
| Data                                                                       | Città                                                                      | In casa                                                                    | Risultato                                                                  | Ospiti                                                                     | Competizione                                                               | Reti                                                                       | Note                                                                       |
| -------------------------------------------------------------------------- | -------------------------------------------------------------------------- | -------------------------------------------------------------------------- | -------------------------------------------------------------------------- | -------------------------------------------------------------------------- | -------------------------------------------------------------------------- | -------------------------------------------------------------------------- | -------------------------------------------------------------------------- |
| 24-1-2009                                                                  | Carson                                                                     | Stati Uniti                                                                | 3 – 2                                                                      | Svezia                                                                     | Amichevole                                                                 | -                                                                          | 69’                                                                        |
| 4-7-2009                                                                   | Seattle                                                                    | Stati Uniti                                                                | 4 – 0                                                                      | Grenada                                                                    | Gold Cup 2009 - 1º turno                                                   | 1                                                                          |                                                                            |
| 8-7-2009                                                                   | Washington                                                                 | Stati Uniti                                                                | 2 – 0                                                                      | Honduras                                                                   | Gold Cup 2009 - 1º turno                                                   | -                                                                          |                                                                            |
| 18-7-2009                                                                  | Filadelfia                                                                 | Stati Uniti                                                                | 2 – 1 dts                                                                  | Panama                                                                     | Gold Cup 2009 - Quarti di finale                                           | -                                                                          | 110’                                                                       |
| 23-7-2009                                                                  | Chicago                                                                    | Honduras                                                                   | 0 – 2                                                                      | Stati Uniti                                                                | Gold Cup 2009 - Semifinale                                                 | -                                                                          | 77’                                                                        |
| 26-7-2009                                                                  | East Rutherford                                                            | Stati Uniti                                                                | 0 – 5                                                                      | Messico                                                                    | Gold Cup 2009 - Finale                                                     | -                                                                          |                                                                            |
| 14-10-2009                                                                 | Washington                                                                 | Stati Uniti                                                                | 2 – 2                                                                      | Costa Rica                                                                 | Qual. Mondiali 2010                                                        | -                                                                          | 68’                                                                        |
| 14-11-2009                                                                 | Bratislava                                                                 | Slovacchia                                                                 | 1 – 0                                                                      | Stati Uniti                                                                | Amichevole                                                                 | -                                                                          | 82’                                                                        |
| 18-11-2009                                                                 | Aarhus                                                                     | Danimarca                                                                  | 3 – 1                                                                      | Stati Uniti                                                                | Amichevole                                                                 | -                                                                          | 61’                                                                        |
| 23-1-2010                                                                  | Los Angeles                                                                | Stati Uniti                                                                | 1 – 3                                                                      | Honduras                                                                   | Amichevole                                                                 | -                                                                          | 59’                                                                        |
| 24-2-2010                                                                  | East Rutherford                                                            | Stati Uniti                                                                | 2 – 1                                                                      | El Salvador                                                                | Amichevole                                                                 | -                                                                          | 86’                                                                        |
| 25-5-2010                                                                  | East Hartford                                                              | Stati Uniti                                                                | 2 – 4                                                                      | Rep. Ceca                                                                  | Amichevole                                                                 | -                                                                          | 46’                                                                        |
| 17-11-2010                                                                 | Città del Capo                                                             | Sudafrica                                                                  | 0 – 1                                                                      | Stati Uniti                                                                | Amichevole                                                                 | -                                                                          | 60’                                                                        |
| 4-6-2011                                                                   | Foxborough                                                                 | Stati Uniti                                                                | 0 – 4                                                                      | Spagna                                                                     | Amichevole                                                                 | -                                                                          | 46’                                                                        |
| 10-8-2011                                                                  | Filadelfia                                                                 | Stati Uniti                                                                | 1 – 1                                                                      | Messico                                                                    | Amichevole                                                                 | 1                                                                          | 72’                                                                        |
| 2-9-2011                                                                   | San Francisco                                                              | Stati Uniti                                                                | 0 – 1                                                                      | Costa Rica                                                                 | Amichevole                                                                 | -                                                                          | 67’                                                                        |
| 6-9-2011                                                                   | Bruxelles                                                                  | Belgio                                                                     | 1 – 0                                                                      | Stati Uniti                                                                | Amichevole                                                                 | -                                                                          | 46’                                                                        |
| 15-11-2011                                                                 | Lubiana                                                                    | Slovenia                                                                   | 2 – 3                                                                      | Stati Uniti                                                                | Amichevole                                                                 | -                                                                          | 90’                                                                        |
| Totale                                                                     |                                                                            | Presenze                                                                   | 18                                                                         |                                                                            | Reti                                                                       | 2                                                                          |                                                                            |

## Palmarès

### Competizioni nazionali
- MLS Supporters' Shield: 2

Columbus Crew: 2008, 2009
- Campionato MLS: 1

Columbus Crew: 2008

### Individuale
- MLS Best XI: 1

2008